# Tanit Phoenix

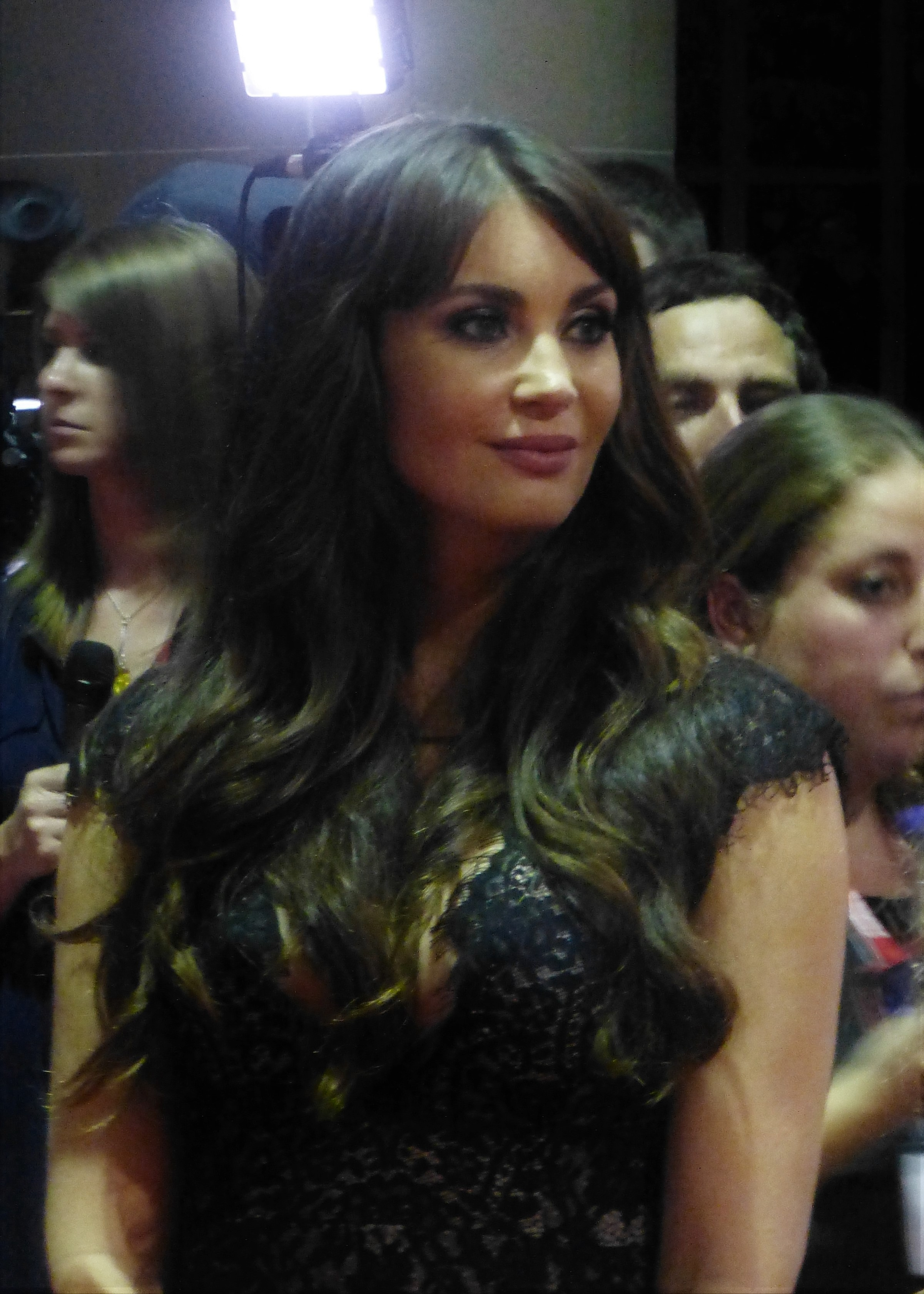
Phoenix auf dem Toronto International Film Festival 2016

Tanit Phoenix (* 24. September 1980 in Durban, Natal) ist ein südafrikanisches Model und Schauspielerin.

## Leben
Tanit Phoenix wurde im südafrikanischen Durban im heutigen KwaZulu-Natal geboren. Sie begann im Alter von fünf Jahren mit Ballett, tanzte fünfzehn Jahre und lernte die Kampfkunst Muay Thai.
Phoenix fing im Alter von fünfzehn Jahren an zu modeln. Dabei stand sie für American Swiss Jewellery vor der Kamera. Anschließend folgten Aufträge für Adidas, Nivea, Alberto VO5, Aria Casino, Transition Lenses, Volvic und Veet. Als Model wurde sie gebucht von den Agenturen Munich Models (München), Why Not Model Agency (Mailand), Model Management (Hamburg), Ice Model Management (Kapstadt), Click Models (Los Angeles) und Success Models (Paris). Sie war auf dem Cover der deutschen Ausgabe der Zeitschrift Maxim abgebildet. Nachdem sie 2004 den „German Maxim Award“ gewonnen hatte, war sie im Jahr darauf für das Cover der US-amerikanischen Maxim. Zudem wurde sie für die Magazine Cosmopolitan, FHM, Legacy, Indwe, Marie Claire, Shape und GQ für das Coverbild abgelichtet. und in der Sports Illustrated Swimsuit Issue für Bademoden.
Als Schauspielerin feierte Phoenix 2005 ihr Schauspieldebüt in Lord of War – Händler des Todes als Freundin von Jared Letos Charakter. Ihren ersten Auftritt in einer Fernsehserie hatte sie in der kanadisch-südafrikanischen Koproduktion Charlie Jade. In der südafrikanischen Komödie Crazy Monkey Presents Straight Outta Benoni hatte sie eine größere Rolle als Megan Alba. 2008 spielte sie in dem indischen Low-Budget-Film Maya die Nebenrolle der Alexandria. Anschließend hatte sie einen Gastauftritt in der kurzlebigen Actionserie The Philanthropist als Lapdancerin. 2010 erhielt sie mehr Rollenangebote und so sah man sie als Angel neben Wesley Snipes in dem Horror-Thriller Gallowwalkers und als Lehrerin Mrs. Wilson neben John Cleese und Troye Sivan in Spud. Des Weiteren spielte sie Ettie in Schuks Tshabalala’s Survival Guide to South Africa einer südafrikanischen Komödie und in dem Horrorfilm Lost Boys: The Thirst, einer Direct-to-DVD-Produktion, als Vampir Gwen Lieber neben Corey Feldman. Im Actionfilm Death Race 2 verkörperte sie die Rolle der Katrina Banks und stand gemeinsam mit Sean Bean, Ving Rhames, Luke Goss, Lauren Cohan und Danny Trejo vor der Kamera. Die Stunts führte sie bei dem Film zum Teil selbst durch. Von 2011 bis 2012 mimte sie in der Cinemax/HBO-Serie Femme Fatales die Rolle der Lilith. 2012 hatte sie im Thriller Safe House einen Auftritt als Hostess. Neben Leon Schuster stand sie in der Komödie Mad Buddies (2012) vor der Kamera. Im selben Jahr stand sie für die zweite Fortsetzung von Death Race vor der Kamera, die unter dem Namen Death Race: Inferno als Direct-to-DVD-Produktion vermarktet wurde. In der Spud-Fortsetzung Spud 2: The Madness Continues von 2013 stand sie abermals mit John Cleese vor der Kamera.
Phoenix ist Veganerin und setzt sich für Tierschutzprojekte unter anderem für Affen, Elefanten sowie Hunde ein. Sie lebt in Kapstadt und Los Angeles.

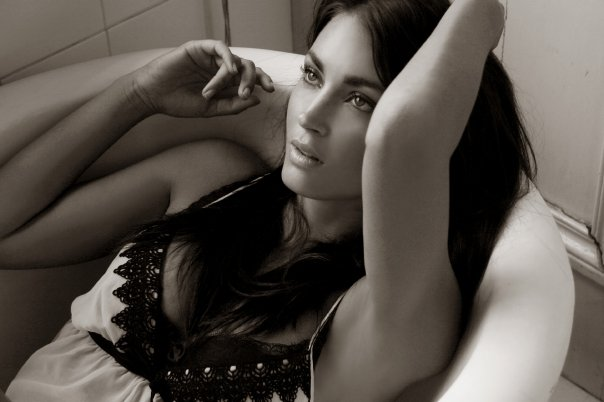
Tanit Phoenix, 2014

Von 2012 an war Phoenix mit dem Schauspielkollegen Sharlto Copley (District 9) liiert. Das Paar heiratete 2016. Sie haben eine gemeinsame Tochter. Im Jahr 2023 reichte Copley die Scheidung ein.

## Filmografie (Auswahl)
- 2005: Lord of War – Händler des Todes (Lord of War)
- 2005: Charlie Jade (Fernsehserie, eine Folge)
- 2005: Crazy Monkey Presents Straight Outta Benoni
- 2008: Maya
- 2009: The Philanthropist (Fernsehserie, eine Folge)
- 2010: Schuks Tshabalala’s Survival Guide to South Africa
- 2010: Lost Boys: The Thirst
- 2010: Spud
- 2010: Death Race 2
- 2011–2012: Femme Fatales (Fernsehserie, 28 Folgen)
- 2012: Safe House
- 2012: Mad Buddies
- 2012: Death Race: Inferno (Death Race 3: Inferno)
- 2012: Gallowwalkers
- 2013: Spud 2: The Madness Continues